# Politische Ethik
Politische Ethik analysiert und reflektiert die moralische Seite der Politik, wobei unter Ethik diejenige philosophische Teildisziplin (siehe auch Philosophie) zu verstehen ist, die sich methodisch und systematisch mit dem sittlich Guten und dem gelebten Ethos befasst. Zuerst ist das Ethos/die Moral da, dann das Nachdenken über sie, also Ethik. Denkende Menschen versichern sich also der Gründe für ihr Handeln, gerade auch in der Politik.
Dabei geht es nicht um eine politisierte Ethik, eine der Politik dienstbare Ethik, sondern um die Frage, ob und wie sich in der Politik ethische Prinzipien (Grundsätze), Normen (Gesetze und Regeln) sowie Tugenden (Einstellungen, Verhaltensdispositionen) begründen lassen.
Seitens einer idealistischen Ethik besteht die Gefahr, dass Forderungen an die Politik herangetragen werden, die an der Realität scheitern.
Politische Urteile sind demnach keine apodiktischen Urteile über Wahr und Falsch, über Gut und Böse, sondern situationsbedingte, komparatistische (vergleichende) Urteile über die besseren und geeigneteren Mittel, um politische Problematiken zu bewältigen.
Geleitet wird die politische Ethik von Zielen wie Frieden, Freiheit, Gerechtigkeit, wobei sie in der Praxis diversen Interessen der beteiligten Individuen, dem Gemeinwohl und der realen Situation des Gemeinsinns unterworfen ist.
Gegenwärtig wird die Forderung erhoben, der Politischen Ethik eine Politikethik zur Seite zu stellen. Politikethik, so der Politikphilosoph Jürgen Manemann, begreift sich als eine aktivierende Ethik, die das, worüber sie reflektiert, stützen und fördern will.